# ビンセント・ロウ

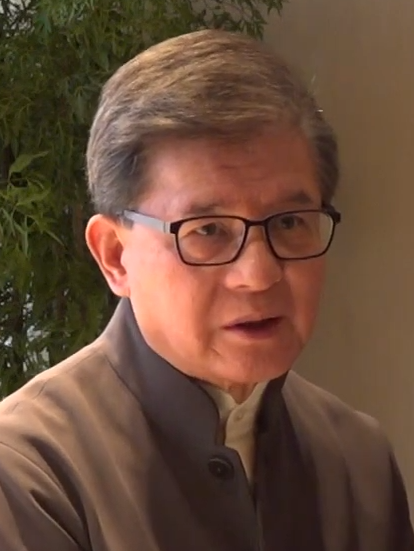
ビンセント・ロウ

羅康瑞（らこうずい、1948 - ）は英語でビンセント・ロウ（Vincent Lo）とも呼ばれ、香港出身の事業家で、中国で不動産業・建設業に従事している。上海の「新天地」の開発で有名になった。

## 概要
1969年、オーストラリアのニュー・サウス・ウェールズ大学を卒業。 帰国後、香港の資産家である父親、羅鷹石から100,000香港ドルを借りて、香港で自分の事業を始めた。1984年に中国・上海で上海中国共産主義青年団と合弁でホテル経営を始めたが、天安門事件で客数が減り、青年団側が支払い困難になったところを、羅康瑞は融資を斡旋して救った。この時の青年団長が、現在の韓正上海市長である。
こうしたつながりもあって、中国で建設業も始めて、また上海を中心に「新天地」などの不動産事業を成功させて、最近は四川省でフランスのラファージュと合弁でセメント工場を買って経営している。
彼は現在、香港に本部かあるシュオン・グループ（瑞安集団、Shui On Group）の董事長で、傘下にシュイオン・コンストラクション（瑞安建業、Shui On Construction and Materials Limited）とシュイオン・ランド（瑞安房地産、Shui On Land）を持ち、共に香港証券取引所に上場されている。瑞安集団の本部は香港のワンチャイ（湾仔）のシュイオン・センター（Shui On Centre）にある。
香港総商会および香港工商専業会の主席、全国人民代表大会の香港代表も歴任している。

## 参考
1. ↑  羅康瑞（百度百科）（中国語）